# Fresh (film, 1994)
Pour les articles homonymes, voir Fresh.
Pour plus de détails, voir Fiche technique et Distribution.
Fresh est le premier film du réalisateur et scénariste américain Boaz Yakin, sorti en 1994.
Le film raconte l'histoire de Michael « Fresh », garçon de 12 ans, faisant passer de la drogue pour le compte des gros dealers locaux. S'inspirant des leçons d'échecs de son père, Fresh établit un plan pour sortir sa sœur droguée et lui-même de leurs vies sans espoir.

## Synopsis
Michael « Fresh » (Sean Nelson (en)), 12 ans, s'arrête à l'appartement d'une Latina pour ramasser des sachets d'héroïne avant d'aller à l'école. Fresh remarque qu'elle lui a donné le mauvais montant, essayant de l'escroquer pour sa livraison. Il l'avertit que son patron Esteban (Giancarlo Esposito) sera fâché du montant incorrect. La femme, elle-même toxicomane, « trouve » le sachet manquant. Il part, dégoûté. Ensuite, il visite un autre appartement où plusieurs femmes et un homme, Herbie, mesurent et coupent des briques d'héroïne. Herbie l'insulte et fait des commentaires grossiers sur sa sœur, ce qui met Fresh en colère. Il se précipite parce qu'il est en retard à l'école. Il retrouve un autre employé d'Esteban pour compter la drogue. L'employé dit à Fresh qu'Esteban veut le voir après lui avoir remis sa part de l'argent. Fresh arrive en retard à l'école où il se fait gronder par sa professeure, Madame Coleman. À la récréation, Fresh et son meilleur ami, Chuckie, regardent l'équipe de cheerleading des filles et Fresh parle à l'une d'entre elles, Rosie. Après l'école, Fresh se rend dans une zone boisée et abandonnée. Dans une cachette secrète où il cache ses gains, ses économies atteignent désormais un montant substantiel. De là, il se rend chez sa grand-mère où résident sa tante et ses onze cousins. Le lendemain matin, Fresh vend de la drogue lorsqu'une toxicomane désespérée lui propose des relations sexuelles en échange de drogue, mais il la gifle, la renvoie d'où elle vient, au grand amusement de Jake, l'un des guetteurs. À la fin de la journée, ce dernier se met en colère et menace de tuer Kermit, qui ne s'est pas présenté pour payer les 50 $ qu'il lui doit. Fresh cherche Corky, son patron, à lui et à Jake, afin d'être payé, mais Corky, paranoïaque envers l'un de ses hommes, Red pour une histoire de carte prise au poker dans son dos, essaie de l'arnaquer : comme les guetteurs, comme Jake gagnent 50 $, alors que lui transporte aussi la drogue, il demande un salaire de 100 $ pour la vente, ce que Corky accepte, en lui prédisant un grand avenir.
Fresh prend le métro jusqu'à Washington Square pour jouer aux échecs contre de l'argent avec un homme invaincu, tandis que son père Sam (Samuel L. Jackson), joueur d'échecs expérimenté, maître du blitz, est assis à une autre table et le regarde. Après avoir gagné, Fresh joue avec son père, mais perd. Fresh rend visite à Chuckie, qui propose d'engager leur chien, Roscoe, dans un combat canin pour gagner de l'argent et exhorte Fresh à lui trouver un emploi avec Esteban. Fresh le laisse rendre visite à Esteban, qui est ennuyé que Fresh vende du crack pour d'autres trafiquants de drogue. Fresh quitte Esteban pour aller là où travaille sa sœur Nichole (N'Bushe Wright). Il tombe sur James, le petit ami trafiquant de drogue de Nichole. Fresh prévient Nichole qu'Esteban s'intéresse à elle. Elle lui dit qu'elle n'aime pas la façon dont Esteban la regarde « comme une reine » et qu'elle n'aime pas James non plus, seulement la drogue qu'il lui donne. Fresh va regarder un match de basket du quartier, où Jake commence à se montrer jaloux envers Curtis, autre joueur plus jeune et plus doué. Pendant le match, Curtis humilie Jake en marquant le panier gagnant. Alors que Rosie voit Fresh et s'approche pour lui parler, Jake tire mortellement sur Curtis. Tout le monde s'enfuit, sauf Fresh. Il passe devant le cadavre de Curtis et trouve Rosie au sol, étouffée par le sang, ayant été touchée au cou par une balle perdue et meurt. La police arrive peu de temps après, exigeant des informations que Fresh refuse de fournir. Le lendemain, Fresh joue à nouveau aux échecs avec son père, qui le gronde d'être distrait. Fresh perd, mais est capable de mettre le roi de son père en « échec » pour la première fois. Plus tard, Chuckie et Fresh arrivent sur le lieu de combat canin clandestin. Roscoe gagne. Chuckie veut l'engager dans un autre combat mais Fresh l'arrête, acceptant de lui trouver un emploi avec Esteban. Ils vont à l'appartement d'Esteban, où Esteban et Nichole finissent d'avoir des relations sexuelles. Enfin, Esteban renvoie Chuckie, après que ce dernier se soit vanté d' « assurer un max » et dit à Fresh qu'il envisage de le préparer à devenir son bras droit et, pour cela, qu'il doit arrêter de travailler pour d'autres revendeurs.
Pendant ce temps, Corky attire l'attention de la police depuis la fusillade de Jake. Fresh apporte ses propres économies à une source de cocaïne, Hector, sous prétexte d'être le coureur de Corky. Hector refuse de remettre la drogue à Fresh. Fresh le menace et lui remet l'intégralité de ses économies personnelles : une somme importante. Hector prend l'argent et dit à Fresh où récupérer la drogue. Fresh dit que la police a mis sur écoute les numéros de téléphone de Corky et dit à Hector de ne pas appeler Corky. À l'école, Chuckie ne peut s'empêcher de se vanter de son supposé nouveau travail pour Esteban. Après l'école, lui et Fresh achètent des manuels scientifiques pour cacher la drogue. Pendant le voyage de retour, Chuckie est presque arrêté dans le train pour avoir répondu à un policier, mais Fresh désamorce la situation. Ils se rendent dans une maison abandonnée où Fresh remplace leur réserve d'héroïne par la cocaïne d'Hector tandis que Chuckie surveille en pensant qu'il est juste là pour la cacher. En partant, trois hommes armés sortent de derrière le coin. Chuckie tire sur les hommes et court, mais trébuche. L'arme tombe sous le pneu d'une voiture. Chuckie essaie de l'attraper mais le pneu est crevé par une balle et coince sa main gauche en l'écrasant. Fresh revient pour l'aider, en vain, et s'enfuit. Les assaillants tuent Chuckie. Fresh est interrogé par la police au poste de police, mais est relâché.
De retour à la maison, la tante de Fresh lui dit qu'elle ne peut pas risquer la vie de ses onze autres enfants pour lui et l'informe qu'il sera envoyé dans un foyer de groupe. À l'école, les amis de Fresh le blâment pour la mort de Chuckie et maintenant vraiment seul, il abat Roscoe. Lorsqu'il sort, Jake le force à monter dans la voiture avec les trois assaillants, révélant que Jake était derrière l'embuscade contre les enfants. Ils amènent Fresh à Corky qui est contrarié par la vantardise de Chuckie sur le transport de drogue pour Esteban, les mêmes drogues que Corky vend et qu'Esteban empiète sur son marché. Les drogues que Jake et les agresseurs ont retirées du sac de Chuckie révèlent que Fresh et Chuckie transportaient du crack. Corky menace de tuer Fresh pour envoyer un message aux revendeurs rivaux. Cependant, Fresh ment, déclarant qu'il était obligé de vendre pour Jake. Jake, étonné, sort son arme pour tirer sur Fresh, mais les hommes de main de Corky se retournent contre lui et son ami Red, qui tentent de convaincre tout le monde que Fresh ment. Cependant, Fresh insiste sur le fait que ces derniers prévoyaient d'évincer Corky et qu'il disait qu'il vendait pour Esteban sous la menace de Jake de le tuer s'il révélait son nom. Fresh leur dit d'appeler Hector, qui révélera la vérité. Corky appelle ce dernier. La conversation est courte, Hector exprimant son inquiétude quant à la mise sur écoute du téléphone de Corky, comme lui avait dit Fresh, mais confirme avoir fourni la drogue à Fresh. Corky tue alors Red et Jake, puis se tourne vers Fresh et demande qui d'autre est impliqué. Fresh désigne James comme revendeur.
Fresh se rend ensuite à l'entrepôt d'Esteban et lui dit que l'équipe de Corky lui a sauté dessus et que ce dernier envisage également de vendre de l'héroïne. Il accuse également James d'être le distributeur de Corky et que les deux prévoient de se rencontrer ce soir-là. Il ajoute également que Nichole voit James en secret parce qu'il complote avec Corky pour évincer Esteban. Corky et ses hommes arrivent chez James et font irruption pendant qu'Esteban, Fresh et deux autres hommes attendent dans la voiture d'Esteban. À l'intérieur, l'équipe d'Esteban tue Corky, ses hommes et James. Ensuite, ils se rendent chez Esteban qui voit que Nichole y est. Il dit à ses hommes de main de ramener Fresh à la maison, puis de se débarrasser des armes et de la voiture, mais ce dernier leur fait arrêter la voiture et part, après avoir récupéré le pistolet d'Esteban, puis se précipite dans une boutique demander de passer un coup de fil, pour s'entendre dire qu'il y a une cabine au dehors. Il se présente ensuite à l'appartement d'Esteban. Esteban le laisse rester parce qu'il veut des explications pour ses déclarations à Nichole qu'il aurait trouvé son père à Staten Island et pour l'avoir exhortée à partir pour un centre de désintoxication. En colère, Esteban demande à savoir ce que Fresh lui cache d'autre. La police arrive et alors qu'Esteban va répondre à la porte, Fresh cache quelque chose sous le lit. Le policier s'avère être le sergent Perez, répondant à un appel concernant une dispute domestique (vraisemblablement l'appel que Fresh a passé avant sa visite à Estaban). Esteban nie tout. Fresh se présente et dit à Perez qu'Esteban est un trafiquant de drogue qui a tué James, Corky et plusieurs autres plus tôt dans la nuit, et qu'il a caché une arme sous le lit, ainsi que sa sœur a peur de parler, car il la menace. Le sergent. Perez fait vérifier sous le lit et trouve le pistolet d'Esteban (qu'il a retiré de la voiture après la fusillade plus tôt) et la drogue que Fresh a planquée. La police emmène Esteban. Le sergent. Perez promet la protection des témoins pour Fresh et sa sœur.
Fresh rencontre à nouveau son père pour jouer aux échecs. Son père le réprimande pour son retard et contrarie Fresh avant leur match. Le père de Fresh lève les yeux et voit Fresh sangloter, des larmes coulant sur son visage, car c'est la dernière fois qu'ils se voient.

## Fiche technique
- Titre : Fresh
- Réalisation : Boaz Yakin
- Scénario : Boaz Yakin
- Directeur de la photographie : Adam Holender
- Pays de production :  États-Unis et  France
- Durée : 114 minutes
- Genre : Drame
- Dates de sortie :
  - États-Unis : 1994
  - France : 14 juin 1994

## Distribution
- Sean Nelson (en) (VF : Christophe Lemoine) : Michael « Fresh »
- Giancarlo Esposito (VF : Emmanuel Jacomy) : Esteban, trafiquant de drogue et chef de gang
- Samuel L. Jackson (VF : Mario Santini) : Sam, père de Michael, joueur d'échecs expérimenté, maître du blitz
- N'Bushe Wright (VF : Virginie Ogouz) : Nichole, sœur de Michael, héroïnomane
- José Zúñiga (VF : Pierre-François Pistorio) : le lieutenant de police Perez
- Yul Vazquez : Chillie
- Curtis McClarin : Darryl
- Guillermo Díaz : Spike
- Elizabeth Rodriguez : Consuela
- Ron Brice (VF : Jacques Martial) : Corky, trafiquant de drogue chef de gang
- Jean-Claude La Marre (en) (VF : Serge Faliu) : Jake, lieutenant de Corky
- Charles Malik Whitfield (en) : Smokey
- Luis Lantigua (VF : Alexis Tomassian) : Chuckie, ami de Michael
- Cheryl Freeman (VF : Véronique Augereau) : Frances, tante de Michael
- Anthony Thomas : Red, lieutenant de Corky
- Victor Gonzalez : Herbie
- Anthony Ruiz : Hector, trafiquant de drogue
- Natima Bradley : Rosie, amoureuse de Michael